# Richard Post
Richard Freeman Post (* 14. November 1918 in Pomona, Kalifornien; † 7. April 2015 in Walnut Creek, Kalifornien) war ein US-amerikanischer Physiker, der sich mit Beschleunigerphysik, Fusionsforschung und Plasmaphysik befasste. Außerdem entwickelte er die Inductrack-Magnetschwebetechnik.
Post machte 1940 seinen Bachelorabschluss am Pomona College, wo er danach bis 1942 Assistant Instructor in Physik war. Im Zweiten Weltkrieg forschte er am Naval Research Laboratory der US Navy bis 1946 an Unterwasserakustik. 1947 nahm Post ein Studium an der Stanford University auf, wo er 1951 promoviert wurde. Ab 1951 war er am Lawrence Livermore National Laboratory, wo er 1951 bis 1974 Leiter der Fusionsforschungsgruppe (Controlled Thermonuclear Research Group) war und 1974 bis 1987 Deputy Associate Director des magnetischen Fusionsprogramms. Ab 1987 war er dort Senior Scientist. Seit 1963 war er außerdem Professor in Residence der University of California, Davis. In den 1960er Jahren war er Berater der NASA und der US Air Force (Systems Command).
1978 erhielt er den James-Clerk-Maxwell-Preis für Plasmaphysik.
Post war seit 1946 mit Marylee Armstrong (1925–2012) verheiratet und hatte drei Kinder, darunter die Schauspielerin Markie Post. Er lebte im kalifornischen Walnut Creek, wo er am 7. April 2015 im Alter von 96 Jahren nach kurzer Krankheit starb.

## Schriften
- Richard F. Post: Controlled Fusion Research—An Application of the Physics of High Temperature Plasmas. In: Reviews of Modern Physics. Band 28, Nr. 3, 1. Juli 1956, S. 338–362, doi:10.1103/RevModPhys.28.338 (englisch).
- R F Post: Controlled Fusion Research and High-Temperature Plasmas. In: Annual Review of Nuclear Science. Band 20, Nr. 1, Dezember 1970, S. 509–588, doi:10.1146/annurev.ns.20.120170.002453 (englisch).
- R. F. Post: Nuclear Fusion. In: Annual Review of Energy. Band 1, Nr. 1, November 1976, S. 213–255, doi:10.1146/annurev.eg.01.110176.001241 (englisch).